# Monument aux morts de Villeneuve-sur-Yonne
Le monument aux morts de Villeneuve-sur-Yonne est un édifice situé dans la ville de Villeneuve-sur-Yonne, dans l'Yonne en région Bourgogne-Franche-Comté.

## Histoire
Le monument aux morts de la commune est inscrit au titre des monuments historiques par arrêté du 7 avril 2016, puis classé par arrêté du 30 septembre 2020.